# 盖森费尔德
盖森费尔德是德国巴伐利亚州的一个市镇。总面积88.30平方公里，总人口10083人，其中男性5158人，女性4925人（2011年12月31日），人口密度114人/平方公里。